# Periodinà de Dess-Martin
El periodinà de Dess-Martin (DMP) és un reactiu químic que s'utilitza per oxidar alcohols primaris i secundaris a aldehids i cetones, respectivament. Va ser desenvolupat pels químics nord-americans D. B. Dess i J. C. Martin el 1983.